# Józef Bem
Pour les articles homonymes, voir Bem.
Józef Zachariasz Bem (en hongrois Bem József), né le 14 mars 1794 à Tarnów et mort le 10 décembre 1850 à Alep (Syrie), est un général polonais, un pacha de l'Empire ottoman, un héros national polonais et hongrois et une figure européenne du patriotisme. Formé aux idéaux de la Révolution française, il a joué un rôle essentiel dans les mouvements nationaux d'Europe centrale et balkanique.

## Biographie
Józef est le fils de Andrzej Bem, avocat au Tribunal de la Noblesse de Tarnów et professeur de mathématiques, et de Agnieszka née Gołuchowska.

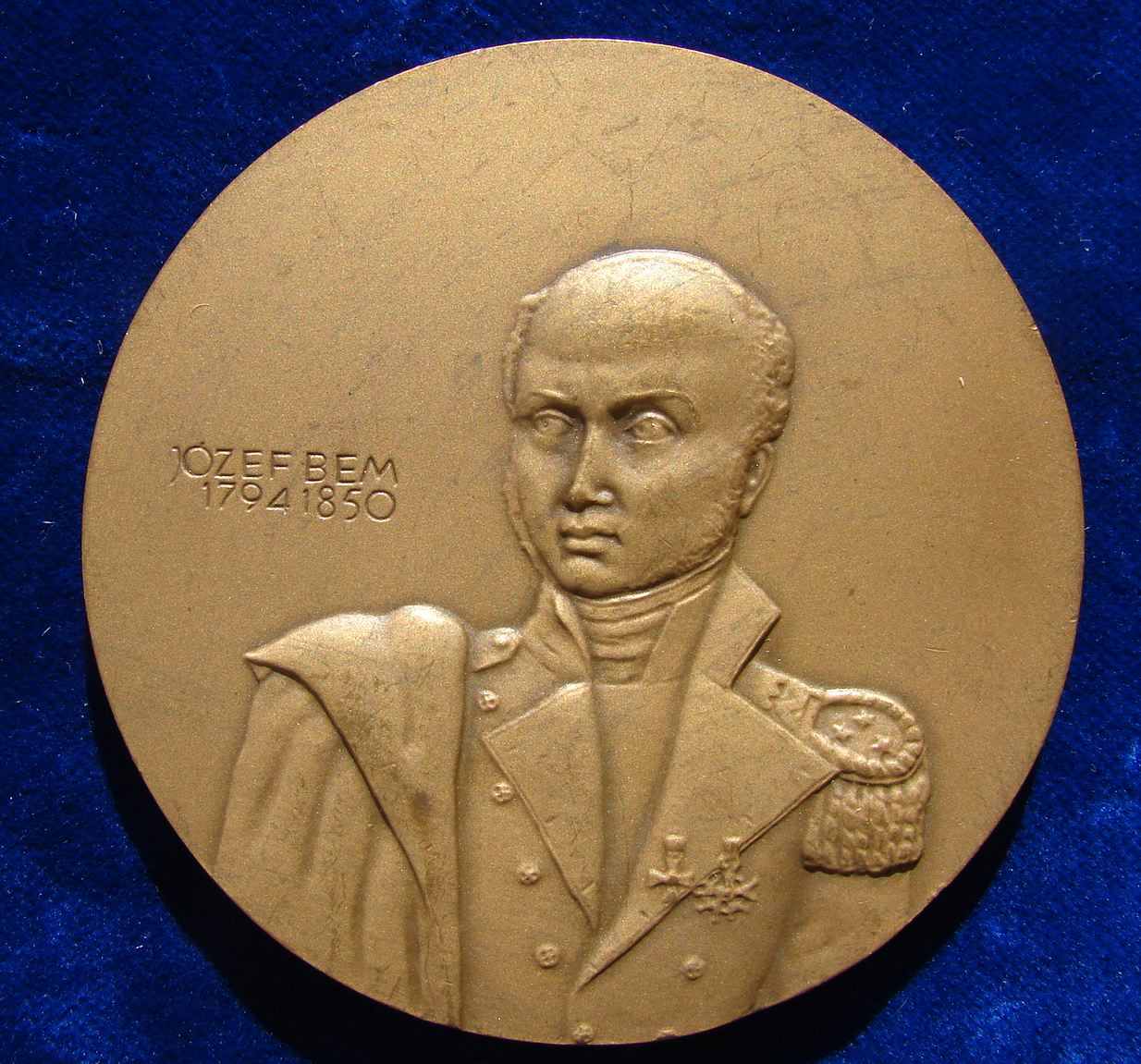
Józef Bem, médaille polonaise (environ de 1970) du l'artiste Jósef Misztela

### Du duché de Varsovie au royaume de Pologne (1807-1830)
Józef Bem, formé à l'université Jagellonne, puis à l'académie militaire et à l'école d'artillerie de Varsovie, s'engage dans l'artillerie montée du duché de Varsovie et prend part, au sein de la Grande Armée, à la campagne de Russie de 1812. Il reçoit la Légion d'honneur pour son courage lors du siège de Gdansk (1813).
Rentré en Pologne, il réintègre en 1815 l'armée du Royaume de Pologne (dévolu par le Congrès de Vienne à Alexandre Ier, tsar de Russie), comme officier d'artillerie. Sous le commandement de Pierre Charles Bontemps, dont il est Aide de camp, il donne des cours à l’École d’artillerie de Varsovie et est promu capitaine en 1819. Mais sa franchise lui vaut plusieurs altercations et à la mort d'Alexandre, il donne sa démission de l'armée.

### L'insurrection de 1830-1831 et l'exil à Paris
Il vit à Lwów et travaille à un projet de machine à vapeur, lorsque éclate l'insurrection de novembre 1830. Józef Bem rentre précipitamment à Varsovie et est promu commandant d'artillerie de l'armée polonaise insurgée.
Il joue un rôle décisif dans la victoire d'Iganie, s'illustre à Ostrołęka et, promu général, obtient bientôt le commandement de toute l'artillerie. Les 6 et 7 septembre 1831, il rapatrie autour de Varsovie l'ensemble de ses armes pour le combat mais, faute du soutien de l'infanterie et de la cavalerie, ne peut repousser l'assaut des Russes.
Après la chute de Varsovie, il passe en Prusse, puis vit à Leipzig et Altenbourg, avant de se rendre à Paris en mars 1832, ville où se trouve un très grand nombre d'insurgés polonais exilés.
En 1835, le général Józef Bem crée la Société Polytechnique qui soutient l’éducation technique. Bem, étant lui-même auditeur à l’Ecole des pont et chaussées à Paris, mais aussi promoteur de l’auto-formation par le biais des mnémotechniques, comprend l’importance de l’éducation des ingénieurs dans cette période de développement technologique et industriel, mais il n’oublie pas non plus ceux qui sont doués dans les domaines artistiques. Dès la première année d’activité, la Société envoie dans les écoles 81 personnes: 26 d’entre elles vont à l’Ecole polytechnique à Paris et à l’Ecole Centrale des Arts et Manufactures. L’Ecole nationale des pont et chaussées et la prestigieuse Ecole des mines ont aussi beaucoup de succès auprès des étudiants polonais.
Jusqu'en 1848, Bem partage son temps entre des études diverses, des projets littéraires et des voyages (au Portugal, en Espagne, en Belgique et aux Pays-Bas).

### Les années 1848-1849
Lors du Printemps des peuples (1848), Józef Bem revient à Lwów, puis en octobre, à Vienne, où chargé de l'organisation de la défense, il déploie une activité extraordinaire et prend part personnellement à plusieurs affrontements jusqu'à la conclusion du 25 octobre. Le jour de la capitulation, il prend la fuite pour la Hongrie. Là, le gouvernement de Kossuth lui confie le haut-commandement en Transylvanie ; à partir des Sicules de Transylvanie il met sur pied une armée nationale (VI. honvéd hadtest) forte de  10 000 hommes, mène les combats avec beaucoup d'audace et maintient ses positions contre le Feldmarschall-Leutnant baron Anton von Puchner (de) (qu'il avait battu le 19 décembre 1848 près de Dés) malgré la défaite de Vizakna (4 février 1849). Il s'empare de Kronstadt et d’Hermannstadt, repousse les Autrichiens et les Russes jusqu'en Valachie, et contraint Puchner à évacuer le Banat. Son armée, à présent forte de 43 000 hommes, est toutefois nettement inférieure numériquement aux forces de la coalition austro-russe mises sous le commandement unique de Lüders.
Après avoir cherché en vain à attirer l'ennemi en Moldavie par une retraite feinte, il subit une lourde défaite le 31 juillet 1849 lors de la bataille de Segesvár (en) (auj. Sighișoara). Rappelé en Hongrie par Kossuth, il prend encore part à la bataille de Temesvár (en) (9 août), mais par un assaut précipité il est emporté dans la chute du pays.

### L'Empire ottoman (1849-1850)
Après avoir tenté une dernière fois de défendre la Transylvanie avec les débris de son armée, il s'enfuit de nouveau, cette fois en Turquie, où il se convertit à l’islam et prend le nom d’Amurat Pacha. En même temps que lui, 72 généraux et officiers ainsi que 6 000 soldats hongrois et polonais se convertissent. Józef Bem cherche à employer sa position au sein de l'armée ottomane pour la réorganiser, mais en novembre 1850, à la demande de l'Autriche et de la Russie, il se porte à Alep, où à la tête de troupes turques, il réprime le sanglant pogrom de la population arabe contre les chrétiens. Usé par les fatigues et les blessures, Józef Bem est alors pris par une fièvre à laquelle, privé de tout secours médical, il succombe le 10 décembre 1850.

### Honneurs posthumes

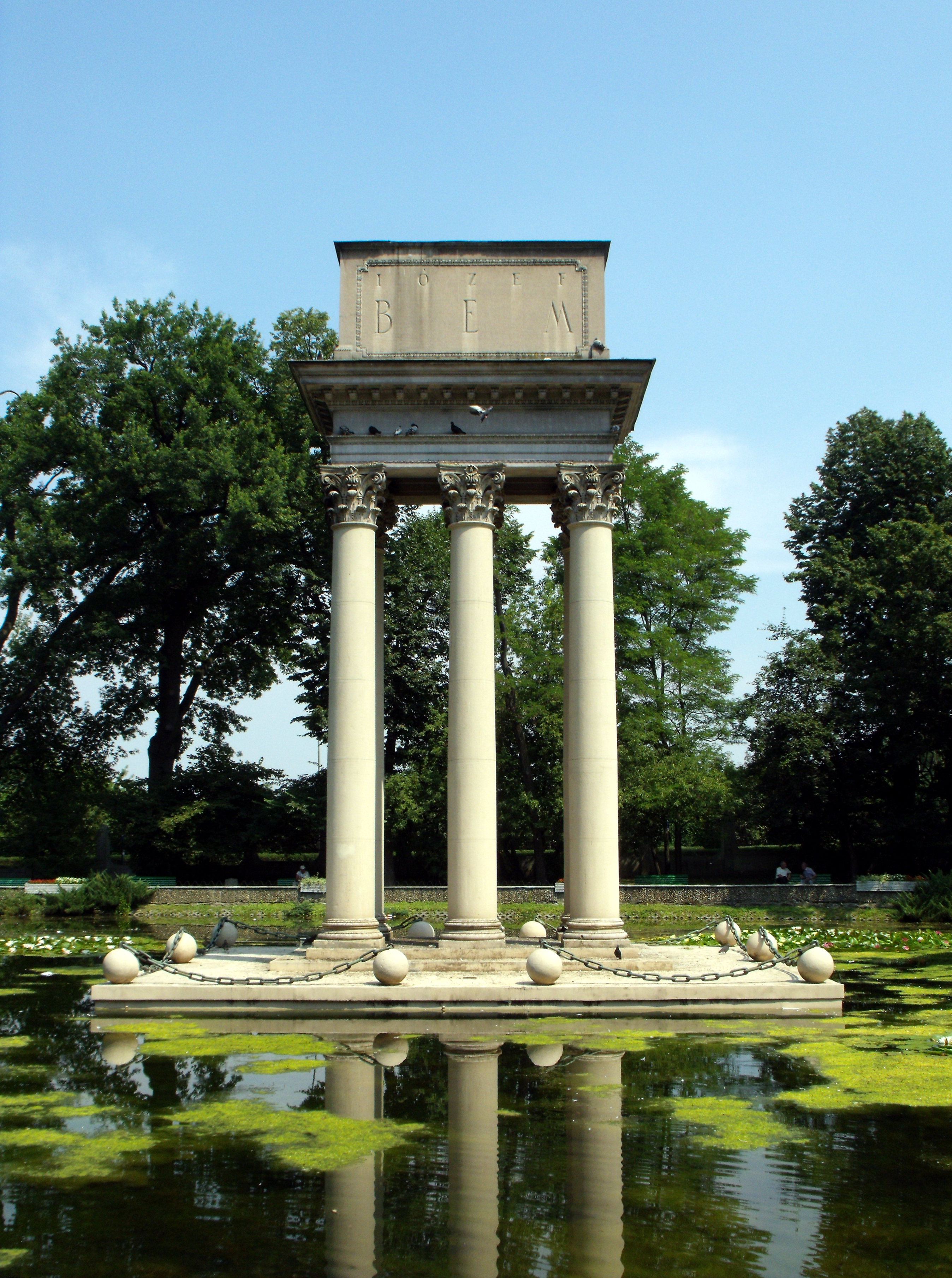
Mausolée du général Joseph Bem, Tarnów

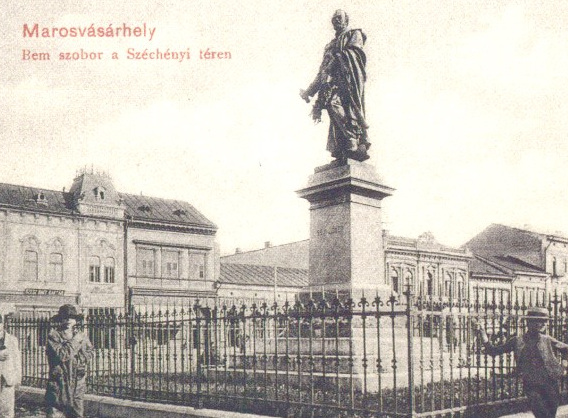
Bronze du général Bem qui se trouvait jusqu'en 1919 à Marosvásárhely, aujourd'hui Tîrgu Mureș en Roumanie.

En 1880, un monument a été élevé à sa mémoire à Târgu Mureș.
Le 30 juin 1929, le sarcophage contenant ses cendres est rapatrié et déposé dans le mausolée du général Józef Bem à Tarnów.
Bronze du général Józef Bem, réalisé par Bohdana Drwalowa et Stefan Niedorezo, Tarnów,1985.

## Œuvres
Joseph Bem a publié des ouvrages en polonais, en allemand et en français, notamment :
- La Pologne dans ses anciennes limites et l’empire des Russies, Paris, 1836 (sous le nom de J.-B. Gluchowski), ouvrage disponible en ligne (édition de 1843)